# Elm Park (stadion)
Elm Park – nieistniejący stadion piłkarski w Reading, w hrabstwie Berkshire, w Wielkiej Brytanii, na którym w latach 1896–1998 swoje mecze rozgrywał zespół Reading FC. 
Pierwszy mecz na Elm Park odbył się 5 września 1896 roku. Rekordową frekwencję zanotowano 19 lutego 1927 w spotkaniu 5. rundy Pucharu Anglii przeciwko Brentford. Mecz obejrzało 33 042 widzów.
W 1995 roku Reading FC awansował do Division One. Opublikowany w 1990 roku tzw. Raport Taylora, który zakładał, iż stadiony w dwóch najwyższych, angielskich ligach miały posiadać wyłącznie miejsca siedzące, zmusił zarząd klubu do wybudowania nowego obiektu – Madejski Stadium; został otwarty w 1998 roku.
Ostatni mecz na Elm Park odbył się 3 maja 1998 roku. Niebawem stadion został zburzony, a w jego miejscu powstały nowe budynki mieszkalne.